# Kozjane, Divača
Kozjane este o localitate din comuna Divača, Slovenia, cu o populație de 22 de locuitori.